# Ad Dali' (stad)
Ad Dali' is een stad in Jemen en is de hoofdplaats van het gouvernement Ad Dali'.
Bij de volkstelling van 2004 telde Ad Dali 17.139 inwoners.
De stad was de hoofdstad van het Emiraat Dhala.